# 南威爾明頓 (伊利諾伊州)
南威爾明頓（英語：South Wilmington）是位於美國伊利諾伊州格蘭迪縣的一個村落。

## 地理
南威爾明頓的座標為41°10′24″N 88°16′35″W / 41.17333°N 88.27639°W，而該地最高點為海拔高度178米（即584英尺）。

## 人口
根據2010年美國人口普查的數據，南威爾明頓的面積為1.45平方千米，當中陸地面積為1.45平方千米，而水域面積為0.00平方千米。當地共有人口581人，而人口密度為每平方千米400人。